# Journée des dupes
Als Journée des Dupes oder Tag der Geprellten wird der 11. November 1630 bezeichnet, ein zentrales Ereignis in der Geschichte Frankreichs. Er wurde zu einem klassischen Datum in der Politik und der Diplomatie.

## Hintergrund
Nachdem er die Freiheit der Hugenotten beschränkt hatte, wollte sich Kardinal Richelieu mit den deutschen Protestanten gegen die Habsburger und die Katholiken verbünden, um deren Macht und Einfluss zurückzudrängen. Dem stand die religiöse Partei (Parti dévot) unter Führung der Königinmutter Maria von Medici und Gaston von Orléans, dem jüngeren Bruder des Königs Ludwig XIII. allerdings ablehnend gegenüber.

## Der 11. November
Der Parti dévot gelang es, den König von einem Bündnis mit den katholischen Habsburgern zu überzeugen, dessen Ausführung allerdings nur mit einer Entlassung Richelieus möglich gewesen wäre. Um den König vor Richelieu abzuschirmen, wurden die Tore des  Palais du Luxembourg verschlossen. Richelieu gelang es jedoch einzudringen, vor Louis XIII. zu gelangen und seine Position zu verteidigen bzw. ihn umzustimmen. Das führte dazu, dass der König mit seiner Mutter und seinem Bruder brach, sich ins Schloss Versailles zurückzog und damit deren Einflussbereich verließ. Richelieu konnte triumphieren, er war in seinem Amt als leitender Minister bestätigt und hatte an diesem Tag den Gipfel seiner Macht erreicht.

## Folgen
Richelieu ging jetzt gnadenlos gegen die Opposition vor. Es handelte sich dabei um den hohen Adel, der sich im Vertrauen auf die Entscheidung des Königs und den Sieg der Parti dévot hinter die Königinmutter geschart hatte. Adelige wurden vor Gericht gestellt und auch hingerichtet, ihre Burgen geschleift, falls sie nicht für Aufgaben der Grenzsicherung weiterhin gebraucht wurden. Maria von Medici wurde erst in Compiègne unter Hausarrest gestellt und 1631, als sie ihren Kampf gegen Richelieu nicht aufgab, zur Flucht nach Brüssel gezwungen.
Die Entmachtung der oppositionellen Kräfte gab Richelieu Gelegenheit, eine absolute Herrschaft aufzubauen. Adel, Klerus und die Parlamente wurden entmachtet, sie behielten nur die Rechte, die den Interessen des Königs nicht im Wege standen. 1635 gründete Richelieu die Académie française, mit der er sogar die französische Sprache und die französische Literatur von oben her steuern konnte. Auf dem Gebiet der Wirtschaft ist seine Politik mit dem Begriff des Merkantilismus verknüpft.
Die in Frankreich geläufige Bezeichnung für diesen Tag stammt von Guillaume de Bautru, comte de Serrant (1588–1665): „C’est la journée des dupes!“